# Onycholobus sjoestedti
Onycholobus sjoestedti är en kackerlacksart som först beskrevs av Robert Walter Campbell Shelford 1910.  Onycholobus sjoestedti ingår i släktet Onycholobus och familjen småkackerlackor. Inga underarter finns listade i Catalogue of Life.